# Dobroslavice
Dobroslavice település Csehországban, a Opavai járásban. Dobroslavice Háj ve Slezsku, Velká Polom, Ostrava, Hlučín, Děhylov és Kozmice településekkel határos. Lakosainak száma 782 fő (2024. január 1.).

## Népesség
A település lakosságának változását az alábbi diagram mutatja:
| Lakosok száma | 379  | 477  | 493  | 380  | 667  | 694  | 751  | 756  | 767  | 782  |
|               | 1869 | 1890 | 1921 | 1950 | 1980 | 2001 | 2017 | 2019 | 2022 | 2024 |